# Pahiño
Manuel Fernández Fernández (21. ledna 1923, Vigo – 12. června 2012, Madrid), známý jako Pahiño, byl španělský fotbalista a trenér.

## Hráčská kariéra
Hrál jako útočník za Celtu Vigo, Real Madrid a Deportivo La Coruña a Granadu. 2× se stal králem střelců španělské ligy. V reprezentaci Španělska odehrál 3 zápasy a dal 3 góly.

## Trenérská kariéra
Trénoval krátce La Coruñu.

## Úspěchy

### Individuální
- Král střelců španělské ligy: 1947–48, 1951–52